# Palol de Revardit
Palol de Revardit est une commune espagnole de la province de Gérone, en Catalogne, en Espagne dans la comarque de Pla de l'Estany.

## Population et société

### Démographie
| 1900 | 1930 | 1950 | 1970 | 1981 | 1986 | 2006 |
| ---- | ---- | ---- | ---- | ---- | ---- | ---- |
| 517  | 540  | 505  | 502  | 386  | 370  | 429  |

## Culture locale et patrimoine

### Monuments et lieux touristiques
- Le dolmen de la Mota ;
- Le château ;
- L'église Saint-Michel ;
- Le puits à glace.

### Personnalités liées à la commune
- Rafael Sánchez Mazas (1894-1966) : écrivain et un des fondateurs de la Phalange, après avoir échappé au peloton d'exécution des Républicains au monastère de santa Maria del Collel, est accueilli et protégé par une famille de Palol de Revardit.